# دارکو بوژوویچ
دارکو بوژوویچ (به انگلیسی: Darko Božović) (زاده ۹ اوت ۱۹۷۸) بازیکن سابق و مربی فوتبال اهل مونته‌نگرو است.